# Argyrodes borbonicus
Argyrodes borbonicus là một loài nhện trong họ Theridiidae.
Loài này thuộc chi Argyrodes. Argyrodes borbonicus được miêu tả năm 1990 bởi Lopez.